# 惠州三星电子
惠州三星电子有限公司是韩国三星电子在中国的工厂之一，成立于1992年，主要製造CD/DVD播放器、音响、显示器、手机等設備，2007年引入手机制造。2017年，该厂有员工约6000人，所生产的智能手机达到6000余万部，占三星全球总产量的17%。
由于面临激烈的市场竞争而业绩不佳，三星于2019年9月30日关闭此工厂，至此三星在中国大陆的手机工厂全数关闭。在闭厂前，惠州三星已经经历了连续数月的裁员。